# Carl Mortensen (konstnär)
Carl Mortensen, född 23 februari 1861, död 30 januari 1945, var en dansk skulptör och målare.

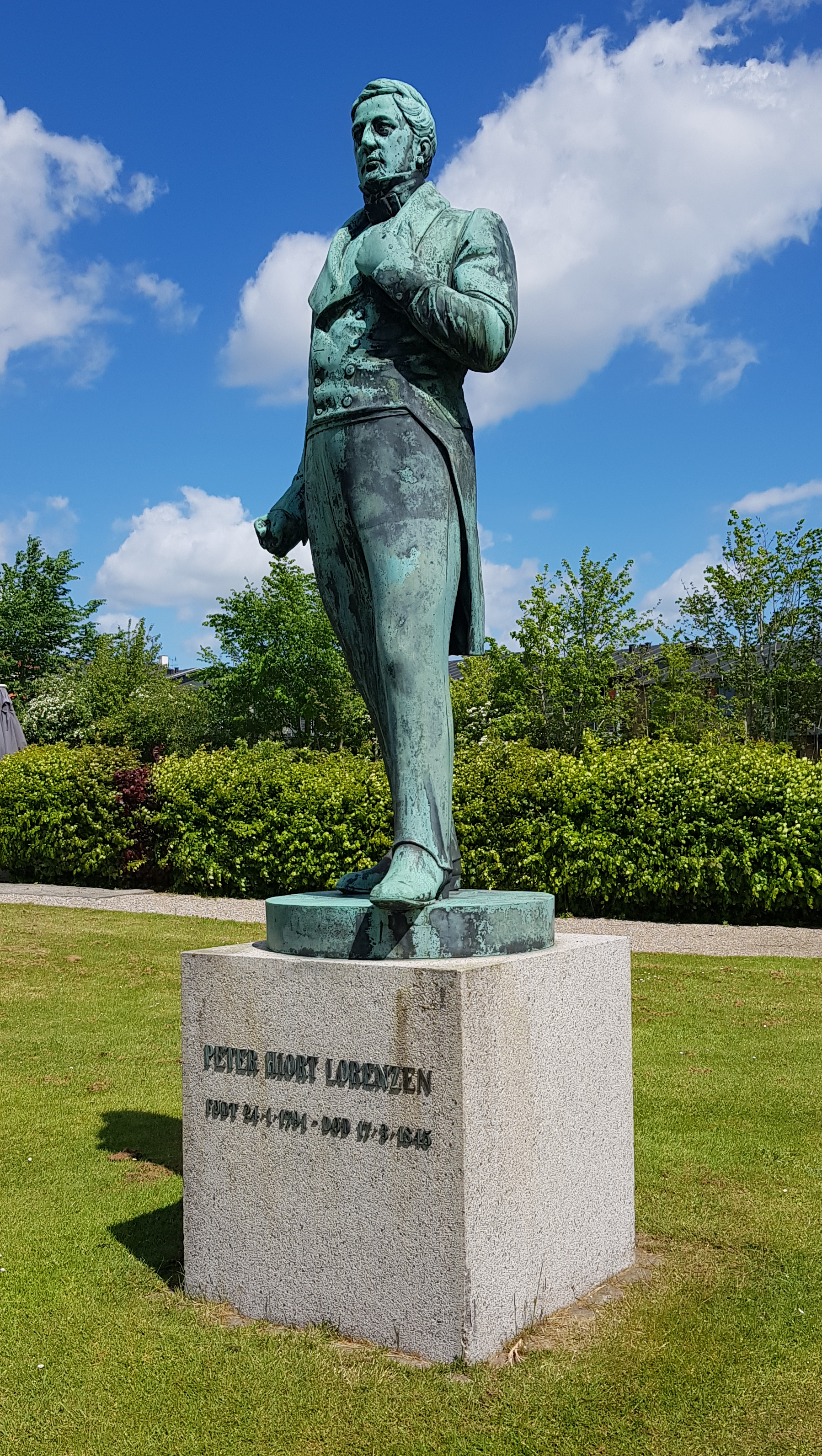
Staty av Peter Hiort Lorenzen, utförd av Carl Mortensen.

Carl Mortensen vann anseende som en sakfull dekoratör särskilt på det skulpturala området och utförde arbeten, bland annat i porslin först för Kunglig Dansk porslinsfabrik och senare för Bing & Grøndahl. Bland hans dekorativa arbeten märks sådana i det nya Christiansborgs slott.